# Aly Saleh
Alboury Saleh connu sous le nom de Aly Saleh, né le 24 mars 1930 et mort le 17 septembre 2018, est un homme politique sénégalais, sénateur et maire de Dahra Djolof.

## Biographie
Né à Yang-Yang, à Djolof, Aly est issu d’une union entre un père libanais et une mère sénégalaise. Il rejoint le Bloc démocratique sénégalais (BDS) et s'allie à Senghor dans le Parti socialiste (PS). De 1962 à 1968, il travaille au côté du ministre Magatte Lô . En 1990, il devient le premier maire de la nouvelle commune de Dahra Djolof après l'érection de Dahra Djolof en commune, par le décret n° 90-1135 du 8 octobre 1990. Entre 1991 et 2001, il est sénateur et questeur auprès du Sénat .
Aly est un membre ancien du PS et du PDS. Il meurt le 17 septembre 2018,,.

## Réalisations
Il fait plusieurs réalisations comme :
- la construction du centre de santé Elisabeth Diouf,
- un local pour le Foyer des jeunes de Dahra,
- la modernisation du marché,
- un collège d’enseignement moyen[2]